# Martha Stewart
Martha Helen Stewart, född Kostyra den 3 augusti 1941 i Jersey City i New Jersey, är en amerikansk företagare, entreprenör, tidningsutgivare, TV-programledare och hemmadekoratör.  
Stewart har även sitt eget sortiment med hushållsprodukter hon säljer och är en framgångsrik författare.
Stewart dömdes i mars 2004 för att ha försökt försvåra en FBI-utredning om misstänkt insiderbrott, med anledning av att hon år 2001 sålt aktier i läkemedelsföretaget ImClone några dagar innan det offentliggjordes att företaget nekats godkännande av ett nytt läkemedel. Hon tillbringade fem månader i fängelse från oktober 2004 till mars 2005, följt av ytterligare fem månader med fotboja.
Martha Stewart hade i 15 år ett förhållande med Microsoft-miljardären Charles Simonyi.